# Ali Lamine Zeine

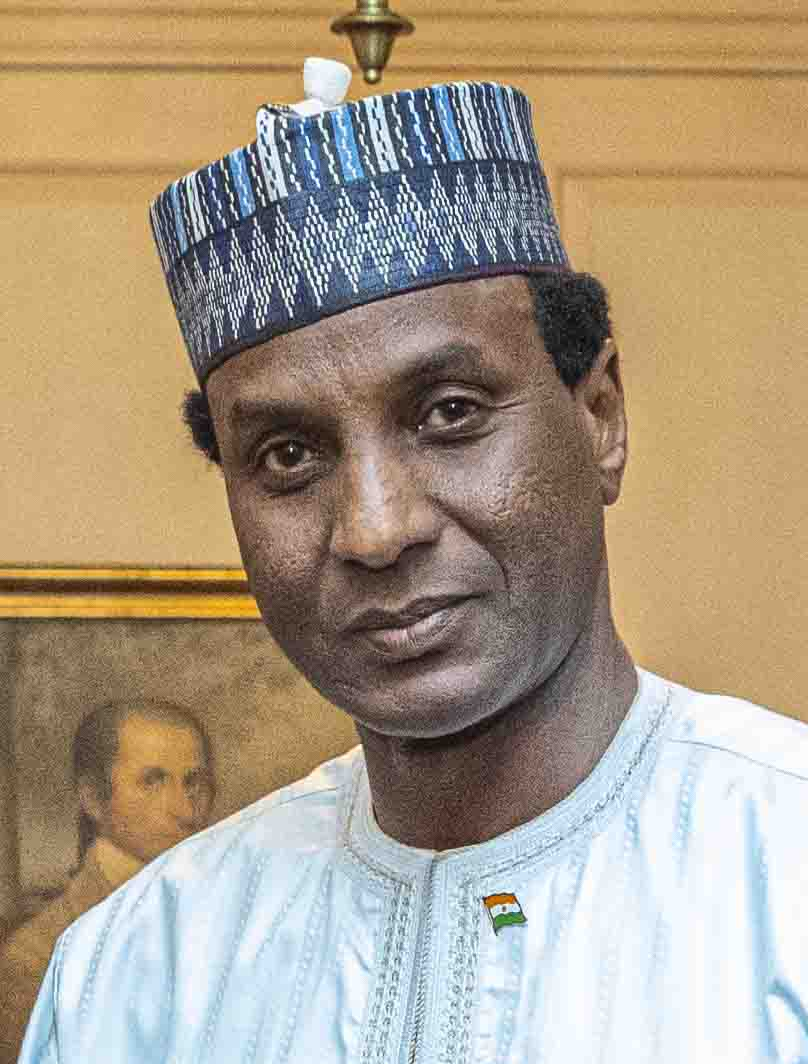
Ali Lamine Zeine

Ali Mahamane Lamine Zeine (* 1965 in Zinder; auch Ali Mahaman Lamine Zène) ist ein nigrischer Politiker. Er war von 2002 bis 2010 Wirtschafts- und Finanzminister Nigers. Er wurde in Folge des Militärputsches in Niger 2023 am 7. August zum Ministerpräsidenten des Niger berufen.

## Leben
Ali Lamine Zeine diplomierte an der Ecole nationale d’administration in Niamey und trat 1991 in den Dienst des nigrischen Wirtschafts- und Finanzministeriums. Dort wurde er Direktor der für Fragen der Staatsverschuldung zuständigen Abteilung. Von 1997 bis 1998 studierte er am Centre d’études financières, économiques et bancaires in Marseille sowie internationales Management an der Université Paris 1 Panthéon-Sorbonne. Dieses Studium schloss er mit einem Diplôme d’études supérieures spécialisées ab. Der nigrische Staatspräsident Mamadou Tandja ernannte ihn 2001 zu seinem Kabinettschef. In dieser Funktion war er zwei Jahre lang tätig.
Lamine Zeine, ein enger Vertrauter von Staatspräsident Tandja und Mitglied von dessen Partei MNSD-Nassara, wurde am 9. November 2002 als Wirtschafts- und Finanzminister in die nigrische Regierung berufen. Sein Vorgänger in diesem Amt war Ali Badjo Gamatié. Lamine Zeine blieb in allen Regierungen bis zum Sturz Mamadou Tandjas im Jahr 2010 Wirtschafts- und Finanzminister: in den beiden Regierungen von Premierminister Hama Amadou ab 9. November 2002 und ab 30. Dezember 2004, in der Regierung von Premierminister Seini Oumarou ab 9. Juni 2007 und in der Regierung von Premierminister Ali Badjo Gamatié ab 20. Oktober 2009. Er vertrat sein Land in mehreren internationalen Organisationen. 2003 wurde er Delegierter Nigers im Ministerrat der Westafrikanischen Wirtschafts- und Währungsunion und der für Niger zuständige Gouverneur im Gouverneursrat des Internationalen Währungsfonds. Ab 2007 war er Vertreter Nigers in der Generalversammlung des African Fund for Guarantee and Economic Cooperation. Außerdem war er Vorsitzender des Netzwerks der afrikanischen und asiatischen Finanzminister der Hochverschuldeten Entwicklungsländer.
Am 18. Februar 2010 wurden Staatspräsident Mamadou Tandja und seine Regierung durch einen Staatsstreich unter der Führung von Salou Djibo abgesetzt. Der neue Wirtschafts- und Finanzminister wurde Mamane Badamassi Annou. Lamine Zeine verbrachte mehrere Tage in Gefangenschaft. Ihm wurde die Veruntreuung öffentlicher Gelder vorgeworfen. Nach seiner Freilassung wurde er Repräsentant bei der Afrikanischen Entwicklungsbank in Abidjan für die Länder Tschad, Elfenbeinküste und Gabun.